# Балгали
Балгали́ (каз. Балғалы) — станційне селище у складі Кербулацького району Жетисуської області Казахстану. Входить до складу Сарибастауського сільського округу.
Населення — 19 осіб (2021; 25 у 2009, 68 у 1999).